# Xu Huiqin
Xu Huiqin, född 4 september 1993, är en friidrottare från Kina. Hon deltog vid olympiska sommarspelen 2020.